# Ranunculus flabellifolius
Ranunculus flabellifolius är en ranunkelväxtart som beskrevs av Heinrich Gottlieb Ludwig Reichenbach. Ranunculus flabellifolius ingår i släktet ranunkler, och familjen ranunkelväxter. Inga underarter finns listade i Catalogue of Life.